# Edward Zgłobicki
Edward Zgłobicki (ur. 10 września 1933 w Podleszczówce w powiecie podhajeckim, zm. 20 maja 1996) – polski nauczyciel i parlamentarzysta związany z Dolnym Śląskiem, poseł na Sejm PRL VII i VIII kadencji (1976–1985). 

## Życiorys
Syn Jana i Elżbiety, urodził się w rodzinie rzemieślniczej. W 1956 uzyskał magisterium na Wydziale Matematyki Uniwersytetu Wrocławskiego. Pracował jako nauczyciel w liceum ogólnokształcącym w Zgorzelcu (był również jego wicedyrektorem). Od 1959 do 1963 przebywał w Bogatyni na stanowiskach dyrektora LO oraz organizatora i dyrektora lokalnej szkoły górniczej. W latach 1965–1971 zatrudniony w Technikum Budowlanym nr 3 we Wrocławiu (obecnie im. Józefa Bema) jako kierownik Wydziału Młodzieży. 
Pełnił funkcje w organach władzy terenowej, podczas pobytu w Bogatyni zasiadał w Miejskiej Radzie Narodowej jako członek jej prezydium (1961–1963). Od 1973 do 1978 pełnił obowiązki zastępcy przewodniczącego Wojewódzkiej Rady Narodowej. 
Od 1957 członek Stronnictwa Demokratycznego, był m.in. sekretarzem Wojewódzkiego Komitetu partii we Wrocławiu oraz (w latach 1978–1981 i 1985–1989) Centralnego Komitetu. Z ramienia SD uzyskał w 1976 mandat posła na Sejm w okręgu Wrocław. Zasiadał w Komisjach Mandatowo-Regulaminowej oraz Nauki i Postępu Technicznego. Był wiceprzewodniczącym Klubu Parlamentarnego SD. W 1980 znów zasiadł w Sejmie wybrany z okręg Wrocław-Miasto. Kontynuował pracę w Komisjach z okresu VII kadencji (pracował również w Komisji ds. Samorządu Pracowniczego Przedsiębiorstw, Oświaty, Wychowania oraz Nauki i Postępu Technicznego, jak również w Nadzwyczajnej ds. rozpatrzenia projektu ustawy – Ordynacja Wyborcza do Sejmu PRL). W latach 80. zasiadał w Komitecie Wojewódzkim Patriotycznego Ruchu Odrodzenia Narodowego. W 1989 znalazł się wśród reprezentantów Stronnictwa Demokratycznego podczas rozmów tzw. Okrągłego Stołu. 
Był członkiem Związku Nauczycielstwa Polskiego. Odznaczony m.in. Krzyżem Komandorskim oraz Komandorskim z Gwiazdą Orderu Odrodzenia Polski.
Pochowany na Cmentarzu Komunalnym Północnym w Warszawie.